# Neftalí

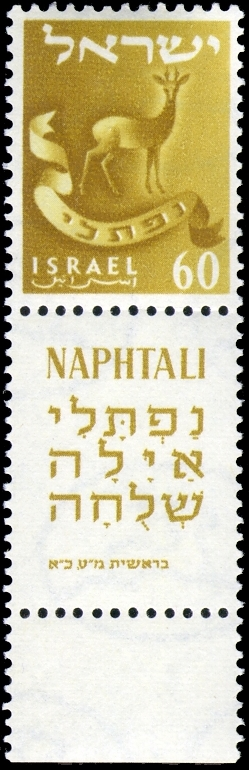
Símbolo de la tribu de Neftalí. Inscripción hebrea: "Neftalí es una cierva en libertad." (Génesis 49:21).

Mapa con las doce tribus israelitas, 1200-1050 a. C. El territorio de la Tribu de Neftalí figura sobre el norte, en color naranja.

Neftalí (en hebreo: נַפְתָּלִי; " Mi lucha"), personaje bíblico. Fue, de acuerdo con el Génesis, el sexto hijo de Jacob (el patriarca de Israel), y Bilha, y fundador de una de las doce tribus de Israel. Su nombre hace referencia a la lucha entre Raquel y Lea por el favor de Jacob. Bilha era la criada de Raquel, que se creía estéril y convenció a Jacob para que engendrara un hijo de aquella. Bilha, ya había engendrado de Jacob otro hijo para Raquel, Dan.